# Retreat Hills
Die Retreat Hills (wörtlich aus dem Englischen übersetzt Rückzugshügel) sind eine Gruppe von Hügeln im ostantarktischen Viktorialand. Sie liegen an der Südseite des Kopfendes des Astronaut-Gletschers entlang des Südrands des Evans-Firnfelds.
Die Nordgruppe einer von 1962 bis 1963 durchgeführten Kampagne der New Zealand Geological Survey Antarctic Expedition benannte sie in Folge eines Blizzards, der ihre Absicht eines Besuchs der Hügel vereitelte und sie zu einem raschen Rückzug zwang.